# Streekmuseum de Meestoof
Streekmuseum De Meestoof in het Zeeuwse dorp Sint-Annaland is een cultuurhistorisch museum en geeft een overzicht van het vroegere leven en werken op de eilanden Tholen en Sint Philipsland. De collectie biedt onder andere plaats aan Thoolse sieraden en klederdracht, gereedschappen die werden gebruikt voor de meekrapteelt en werk van schilder en glaskunstenaar Chris Lanooy. Lanooy werd in 1881 op Sint-Annaland geboren. Het museum is gevestigd in het voormalige gemeentehuis van Sint-Annaland. Bijzonder is de Noorse Watersnoodwoning die op het museumterrein is opgebouwd.

## Gebouw
Het voormalige gemeentehuis van Sint-Annaland biedt sinds 1973, enkele jaren na de gemeentelijke herindeling, plaats aan Streekmuseum De Meestoof. Het gemeentehuis werd in 1940 in traditionalistische vormen gebouwd naar ontwerp van A. Rothuizen. Het heeft twee lagere achtervleugels, een lager dwars bouwdeel (rechts) en een sobere toren met een kleine lantaarn. In terracottategels is het wapen van Sint-Annaland aangebracht. Op het terrein achter het hoofdgebouw heeft het museum in de loop der jaren diverse gebouwen bijgebouwd.

## Collectie
De collectie van De Meestoof bestaat uit meer dan 80 stukken uit de collectie van Chris Lanooy. Hiermee beschikt het museum over de breedste collectie van Lanooy in Nederland. De collectie bestaat o.a. uit keramiek, glas, schilderijen, krijttekeningen en ontwerpen.

### Thoolse streekdracht
Onderdeel van de vaste collectie zijn mutsen met bijbehorende oorijzers en sieraden uit de Thoolse streekdracht. Bij de Thoolse streekdracht werd de sluiermuts gedragen. Deze muts werd gemaakt van tule met een rand van kostbaar Rijsselse kloskant. Een zeer bijzonder onderdeel vormt de collectie rouwsieraden van glas, been of git met zilveren sluitingen.

### Noorse Watersnoodwoning
Na de Watersnoodramp van 1953 schonk de Noorse koning Haakon in totaal 326 woningen aan Nederland. Negentien van deze Noorse geschenkwoningen werden in de Koning Haakonstraat in Stavenisse opgebouwd. In 2003 is een van de woningen op het museumterrein van De Meestoof opgebouwd. De woning is ingericht in de stijl van de jaren 60 en tijdens openingstijden van het museum te bezoeken.